# Фипа (язык)
Фипа (Cifipa, Fiba, Fipa, Icifipa, Kifipa) — язык банту, на котором говорит народ фипа в городских округах Нканси и Сумбаванга, между озёрами Руква и Танганьика (плато Уфипа), области Руква на юго-западе Танзании, а также на территории Малави.
У фипа есть диалекты: ква, миланзи (сукума, сукуума), северный фипа (кандааси, кандаси).